# アドニスヒメシジミ
アドニスヒメシジミ（学名：Lysandra bellargus）は、シジミチョウ科のチョウの一種。 

## 分布
ヨーロッパ、トルコ、イラン、イラク、コーカサス地方に分布する。